# Lilla Kroktjärnen (Ore socken, Dalarna)
Lilla Kroktjärnen är en sjö i Rättviks kommun i Dalarna och ingår i Dalälvens huvudavrinningsområde.